# Federação das Indústrias do Estado de Rondônia
A Federação das Indústrias do Estado de Rondônia, também conhecida como FIERO, é uma entidade que reúne várias empresas industriais do estado de Rondônia. A Federação é uma das entidades filiadas à Confederação Nacional da Indústria(CNI).
Seu presidente, Marcelo Thomé da Silva de Almeida, foi indicado ao Prêmio Ecoturismo 2017.